# Edvige Carboni
Edvige Carboni (Pozzomaggiore, 2 maggio 1880 – Roma, 17 febbraio 1952) è stata una mistica italiana laica del Terz'Ordine Francescano, venerata come beata dalla Chiesa cattolica.

## Biografia
Nacque a Pozzomaggiore (Sassari) il 2 maggio 1880, secondogenita di Giovanni Battista Carboni e Maria Domenica Pinna, e dopo soli due giorni ricevette il battesimo. Crebbe in una famiglia di umili contadini animata da una profonda fede cristiana, che orientò in modo decisivo la sua vita.
La madre raccontò alcuni fatti straordinari che accaddero alla nascita della piccola Edvige. Affermò di aver visto un ostensorio, simile ad una sfera luminosa, che illuminò la camera in cui aveva partorito. Il giorno dopo scorse sulla parte alta del petto della neonata una croce, che rimase ben visibile per tutta la vita. Qualche giorno dopo, mentre la bambina dormiva, uno sciame di api bianche svolazzò per un po' sopra la sua culla senza farle alcun male.
All'età di soli 4 anni ricevette il sacramento della cresima da mons. Eliseo Giordano, vescovo di Alghero, mentre l'anno dopo, nel 1885, ebbe le prime esperienze mistiche, come estasi, levitazioni e bilocazioni, e in particolare visioni di Gesù, della Madonna e del suo Angelo Custode. Fece voto di castità. Umile e forte nello stesso tempo, accompagnava con la preghiera assidua le sue attività dedite all'assistenza dei familiari, soprattutto dopo la morte della madre, per accudire la quale aveva rinunciato a entrare in convento. Assolti i suoi compiti in casa, si recava in chiesa per la messa quotidiana e, accanto all'impegno religioso (era un'ottima catechista), si adoperava per il riassetto dell'altare e per la pulizia della chiesa stessa.
A questo aggiungeva l'aiuto per i bisognosi e gli ammalati nell'anima e nel corpo, consolando per esempio i familiari di quanti partivano per il fronte durante la prima guerra mondiale e aiutando le future spose senza dote. Nell'ottica del suo apostolato si iscrisse a numerose associazioni religiose: le Guardie d'Onore, le Figlie di Maria, il Terz'Ordine Francescano, la Confraternita del Carmelo, L'Arciconfraternita della Passione, le Cooperatrici delle opere Salesiane e il Quadrante della Misericordia. Sopportò anche persecuzioni personali, per le quali fu sottoposta a un'indagine canonica dalla quale risultò assolta dall'accusa di impostura.
Morì a Roma il 17 febbraio 1952 per un improvviso attacco cardiaco. Narrò nel suo dettagliato diario spirituale di aver ricevuto fin dall'infanzia carismi speciali, come visioni, estasi e, a 29 anni, il 14 luglio 1911, le stigmate, con le quali condivise la Passione di Gesù, come Marta Robin, Luisa Piccarreta e Teresa Neumann. Nelle estasi vedeva anime che, appena morte, cadevano nell'inferno, ed erano molte, e anime nel fuoco del purgatorio e anime che volavano in cielo. Fu oggetto inoltre di gravi vessazioni diaboliche.

## Culto
L'inchiesta diocesana per la causa di beatificazione fu aperta nel 1968. La promulgazione del decreto sulle virtù eroiche fu autorizzata il 4 maggio 2017. Il 7 novembre 2018 papa Francesco autorizzò la promulgazione del decreto secondo il quale era da ritenersi inspiegabile, rapida, completa, duratura e ottenuta per intercessione di Edvige Carboni, la guarigione, avvenuta nel 1954, di Antonio Fois, uno spaccapietre che, a causa di un incidente sul lavoro, rischiava di perdere una gamba per una gangrena.
La sua beatificazione è stata celebrata il 15 giugno 2019 nell'ippodromo comunale di Pozzomaggiore, con rito presieduto dal cardinale Giovanni Angelo Becciu, prefetto della congregazione per le cause dei santi, come delegato del Santo Padre, insieme ai vescovi della Sardegna e a centinaia di sacerdoti.
Il corpo della beata, sepolto inizialmente ad Albano Laziale, era stato traslato nel 2015 presso il Santuario di Nostra Signora delle Grazie e di Santa Maria Goretti a Nettuno. Il 25 maggio 2019, pochi giorni prima della cerimonia, i resti della Carboni sono stati collocati definitivamente nella chiesa parrocchiale di San Giorgio a Pozzomaggiore.
La sua memoria liturgica ricorre il 4 maggio, giorno anniversario del suo Battesimo.